# Steatoda moerens
Steatoda moerens là một loài nhện trong họ Theridiidae.
Loài này thuộc chi Steatoda. Steatoda moerens được Tord Tamerlan Teodor Thorell miêu tả năm 1875.